# Stereocaulon nivale
Stereocaulon nivale är en lavart som först beskrevs av Follmann, och fick sitt nu gällande namn av Fryday. Stereocaulon nivale ingår i släktet Stereocaulon och familjen Stereocaulaceae.   Inga underarter finns listade i Catalogue of Life.